# Montecosaro
Montecosaro település Olaszországban, Marche régióban, Macerata megyében. Lakosainak száma 7369 fő (2023. január 1.). Montecosaro Montegranaro, Montelupone, Morrovalle, Potenza Picena, Sant’Elpidio a Mare és Civitanova Marche községekkel határos.

## Népesség
A település lakossága az elmúlt években az alábbi módon változott:
| Lakosok száma | 7144 | 7206 | 7303 | 7369 |
|               | 2017 | 2018 | 2021 | 2023 |